# Grallaria flavotincta
El tororoí pechiamarillo (Grallaria flavotincta), también denominado tororoi rufoamarillo (en Colombia) o chululú de pecho amarillo, es una especie de ave paseriforme perteneciente al numeroso género Grallaria  de la familia Grallariidae, anteriormente incluido en Formicariidae. Es nativo del noroeste de América del Sur.

## Distribución y hábitat
Se distribuye por la vertiente occidental de los Andes occidentales de Colombia y noroeste de Ecuador (al sur hasta Pichincha).
Es poco común en el suelo o cerca de él, en hábitats de bosques montanos y sus bordes entre los 1300 y 2350 m s. n. m. de altitud.